# Alejandro Kirk
Alejandro Kirk (Tijuana, Baja California, 6 de noviembre de 1998) es un jugador profesional mexicano de béisbol que se desempeña en la posición de cácher en Toronto Blue Jays, equipo de las Grandes Ligas de Béisbol (MLB). Logró obtener un Bate de Plata.

## Carrera
En 2020, Kirk comenzó a jugar como profesional en Toronto Blue Jays, equipo donde lleva jugando cinco temporadas.

## Premios
Fue galardonado con el Bate de Plata en una oportunidad (2022).